# Los reyes del volante
Los reyes del volante é um filme de comédia mexicano dirigido por Miguel Morayta e produzido por Roberto Gómez Bolaños. Lançado em 1965, foi protagonizado pela dupla humorística Marco Antonio Campos e Gaspar Henaine.

## Elenco
- Marco Antonio Campos - Viruta
- Gaspar Henaine - Capulina
- Fany Canno - Estrella
- Germán Valdés - Marshall Nylon
- Lorena Velázquez - Lupita
- Tere Velázquez - Lolita
- René Cardona Jr. - Brown
- Jorge Russek - Smith